# Tour della nazionale maschile di rugby a 15 della Nuova Zelanda 1983
Nel 1983 la nazionale neozelandese di rugby a 15 si recò in tour in Scozia e Inghilterra. Il tour avrebbe dovuto avere come meta l'Argentina, con otto incontri tra il 19 ottobre e il 13 novembre, ma motivi di opportunità politica legati alla guerra delle Falkland portarono ad un cambiamento di programma e alla disputa di una serie di incontri in Scozia ed Inghilterra, compresi "due test match".
Per molti giocatori scozzesi e inglesi fu una vera rivincita del tour dei Lions di pochi mesi prima.
Va detto peraltro che gli All Blacks lasciarono, per motivi diversi, a casa molti titolari, fra i quali tutta la prima e la seconda linea della mischia che aveva travolto i Lions (Ashowrth, Dalton, Knight, Haden e Gary Whetton) e il mediano di mischia, David Loveridge.
Erano ben 13 i giocatori esordienti e per di più gli All Blacks pagarono anche una inconsueta indisciplina.

## Risultati

### Itest match
| Arbitro: | René Hourquet |

|                              |      |                           |
| 76’ Pollock                  | mt   | 12’ Hobbs 20’, 43’ Fraser |
|                              | tr   | 20’, 43’ Deans            |
| 24’, 29’, 36’, 49’, 61’ Dods | c.p. | 7’, 26’, 73’ Deans        |
| 5’, 9’ Rutherford            | drop |                           |

| Arbitro: | Alan Hosie |

|           |      |       |
| Colclough | mt   | Davie |
| Hare      | tr   | Deans |
| Hare (3)  | c.p. | Deans |

### Gli altri incontri
Nel primo test gli All Blacks, con ben nove esordienti, vincono il match contro avversari non irresistibili.
| Arbitro: | L. Prideaux |

|                      |      |                            |
|                      | mt   | Shelford, B. Wilson, Green |
|                      | tr   | Deans (2)                  |
| Stevens, G. Hastings | c.p. | Deans 2                    |

Il primo tempo vede la rappresentativa del Sud della Scozia condurre per 9-8. Ma nel secondo tempo gli All Blacks cambiano passo, mostrando forse il miglior gioco di tutto il tour.
| Arbitro: | F. Howard |

|            |      |                                       |
|            | mt   | S. Wilson (2), Fraser, Hobbs, Crowley |
|            | tr   | Crowley 2                             |
| Dods 2     | c.p. | Crowley 2                             |
| Rutherford | drop |                                       |

Assai più difficile il match contro la selezione del nord dell'Inghilterra. La sorpresa è la vulnerabilità della difesa neozelandese.
| Arbitro: | Jim Fleming |

|                        |      |                          |
| A. Simpson, P. Simpson | mt   | Donald, Shaw, Mc Grattan |
| Old 2                  | tr   | Deans 3                  |
| Old 2                  | c.p. | Deans 3                  |
| Old                    | drop |                          |

| Arbitro: | T. Allan |

|           |      |           |
|           | mt   | Shelford  |
|           | tr   | Crowley   |
| Stringe 5 | c.p. | Crowley 4 |

Gli All Blacks escono sconfitti contro la selezione delle Midlands nel primo match giocato dai neozelandesi in notturna in terra britannica. Eroe del match è Dusty Hare per i punti decisivi, in particolare per il drop.
| Arbitro: | W.D.Bevan |

|                    |      |         |
| Robbins, Holdstock | mt   | Pokere  |
| Hare               | tr   |         |
| Hare 2             | c.p. | Deans 3 |
| Hare               | drop |         |

| Bristol 15 novembre 1983 | South & South-West Counties | 6 – 18 | Nuova Zelanda XV | Memorial Ground (17 000 spett.)\| Arbitro: \| D. Burnett \| |
| Arbitro:                 | D. Burnett                  |        |                  |                                                             |